# Dinis Almeida
Dinis Costa Lima Almeida (ur. 28 czerwca 1995 w Esposende) – portugalski piłkarz grający na pozycji środkowego obrońcy. Od 2023 jest zawodnikiem klubu Łudogorec Razgrad.

## Kariera klubowa
Swoją karierę piłkarską Almeida rozpoczynał w 2005 roku w juniorach klubu Marinhas. W 2011 roku podjął treningi w Varzim SC. W 2013 roku został zawodnikiem klubu GD Joane i w sezonie 2013/2014 grał w nim w Segunda Divisão. Następnie w latach 2014-2016 występował w hiszpańskim CF Reus Deportiu w rozgrywkach Segunda División B.
W 2016 roku Almeida przeszedł do AS Monaco i na sezon 2016/2017 został wypożyczony do CF Os Belenenses. W Belenenses zadebiutował 27 sierpnia 2016 w zwycięskim 1:0 wyjazdowym meczu z CD Tondela. W sezonie 2017/2018 był wypożyczony do rezerw Bragi, w których swój debiut zaliczył 28 października 2017 w wygranym 3:1 wyjazdowym meczu z Realem SC.
W sierpniu 2018 Almeidę wypożyczono do greckiego AO Ksanti. Swój debiut w Superleague Ellada zanotował 1 września 2018 w zremisowanym 0:0 wyjazdowym meczu z Atromitosem. W Ksanti spędził rok.
2 września 2019 Almeida został zawodnikiem bułgarskiego Łokomotiwu Płowdiw. W bułgarskiej ekstraklasie zadebiutował 13 września 2019 w wygranym 3:2 wyjazdowym spotkaniu z Carsko Seło Sofia. W sezonie 2019/2020 zdobył Puchar Bułgarii, a latem 2020 - Superpuchar Bułgarii. W sezonie 2020/2021 został z Łokomotiwem wicemistrzem Bułgarii.
9 lipca 2021 Almeida przeszedł na zasadzie wolnego transferu do Royalu Antwerp FC. Swój debiut w klubie z Antwerpii zanotował 8 sierpnia 2021 w wygranym 5:2 wyjazdowym meczu ze Standardem Liège.
W styczniu 2023 Almeida został piłkarzem Łudogorca Razgrad.
| Sezon   | Klub              | Kraj       | Rozgrywki          | Mecze | Gole |
| ------- | ----------------- | ---------- | ------------------ | ----- | ---- |
| 2013/14 | GD Joane          | Portugalia | Segunda Divisão    | 32    | 7    |
| 2014/15 | CF Reus Deportiu  | Hiszpania  | Segunda División B | 14    | 1    |
| 2015/16 | CF Reus Deportiu  | Hiszpania  | Segunda División B | 19    | 2    |
| 2016/17 | CF Os Belenenses  | Portugalia | Primeira Liga      | 6     | 1    |
| 2017/18 | SC Braga B        | Portugalia | Segunda Liga       | 24    | 2    |
| 2018/19 | AO Ksanti         | Grecja     | Superleague Ellada | 21    | 2    |
| 2019/20 | Łokomotiw Płowdiw | Bułgaria   | Pyrwa Liga         | 23    | 3    |
| 2020/21 | Łokomotiw Płowdiw | Bułgaria   | Pyrwa Liga         | 30    | 4    |
| 2021/22 | Royal Antwerp FC  | Belgia     | Eerste klasse A    | 24    | 0    |
| 2022/23 | Royal Antwerp FC  | Belgia     | Eerste klasse A    | 8     | 0    |

## Kariera reprezentacyjna
Almeida grał w młodzieżowych reprezentacjach Portugalii na szczeblach U-19 i U-20.